# Эмиль из Лённеберги
Эмиль из Лённеберги (швед. Emil i Lönneberga — дословно «Эмиль в Лённеберге») — литературный персонаж, главный герой цикла из шести произведений шведской писательницы Астрид Линдгрен, впервые вышедших в Швеции в период с 1963 по 1986 год.
Прообразом Эмиля частично стал отец писательницы Самуэль Август Эрикссон — очень многие детали обстановки и сюжетов в историях Линдгрен почерпнула из его рассказов о его детстве.

## Эмиль и другие персонажи
Действие книг происходит в Швеции на рубеже XIX и XX веков.
Семья Свенсонов живёт на хуторе Катхульт близ деревни Лённеберга в провинции Смоланд.
Эми́ль Свенсон — «маленький сорванец и упрямец», весёлый, любопытный и находчивый шестилетний деревенский мальчик, который постоянно попадает в различные комичные переделки. Он очень смекалист и знает, как заработать деньги самому, не прося у родителей. У него имеются задатки рачительного хозяина и хорошего бизнесмена. В книге сообщается, что когда Эмиль станет взрослым, его выберут председателем сельской управы.
У Эмиля есть младшая сестрёнка Ида, которая — не по своей воле, но с большим удовольствием — часто оказывается вовлечённой в проделки брата.
Уже в столь юном возрасте у парнишки имеется собственный скот — жеребец Лукас, корова Рёлла, поросёнок Свинушок и курица Хромая Лотта.
Среди увлечений мальчика особое место занимает резьба по дереву. Каждый раз, когда Эмиля в наказание за шалости запирают в столярной мастерской, он вырезает по одному деревянному человечку, и общее число таких фигурок со временем переваливает за 300 штук. Любимые вещи Эмиля — «кепарик», который однажды привез ему из города отец, и «ружарик», который смастерил для него Альфред, конюх, рабочий по дому и лучший друг.
Антон, отец Эмиля отличается бережливостью, порой чрезмерной. Относится к сыну с особой строгостью, потому как именно папу чаще всех и в большей степени, чем других, затрагивают проделки отпрыска, хотя тот вовсе не имеет намерения причинить кому-либо неприятности.
Альма, мать Эмиля, — лучшая хозяйка в округе, любящая мать. Она всегда встаёт на защиту обожаемого сына со словами: «Эмиль — прекрасный мальчик!». Ведёт записи поступков своего первенца в специальных синих тетрадях, для которых уже нет места в столе.
Работник и конюх Альфред, не имея семьи, души не чает в Эмиле и общается с проказником, как с собственным сыном или младшим братишкой. Именно благодаря ему маленький сорвиголова научился очень хорошо разбираться в лошадях, обращаться со скотом, вырезать из дерева и плавать. Однажды Эмиль спас Альфреду жизнь, после чего вся Лённеберга зауважала мальчика, забыв о его проказах.
Работница по дому Лина, в чьи обязанности входит доить корову, кормить скот, начищать кастрюли и мыть посуду, всей душой стремится выйти замуж.
Она очень хочет, чтобы Альфред женился на ней, а тот отнюдь не горит желанием стать её мужем. К Эмилю Лина относится с недоверием, не питает к нему особой симпатии и не устаёт то и дело напоминать всем о том, какой он сорванец.
Кроме этих домочадцев, недалеко от Катхульта, в домике в лесу, живёт маленькая тщедушная старушка Крюсе-Майя. Она также помогает Свенсонам по хозяйству и в присмотре за детьми. Любит рассказывать разные страшные истории, которые так любят ребятишки.

## Книги
Цикл произведений об Эмиле включает три повести (обычно объединяемых в сборник), три рассказа (также обычно объединяемых в сборник) и четыре книжки-картинки:
Повести:
1. 1963 — «Эмиль из Лённеберги» (Emil i Lönneberga)
2. 1966 — «Новые проделки Эмиля из Лённеберги» (Nya hyss av Emil i Lönneberga)
3. 1970 — «Жив ещё Эмиль из Лённеберги!» (Än lever Emil i Lönneberga)

Рассказы:
1. 1984 — «Ида учится проказничать» (När lilla Ida skulle göra hyss)
2. 1985 — «325-я проделка Эмиля» (Emils hyss nr 325)
3. 1986 — «"Чем больше, тем лучше", — сказал Эмиль из Лённеберги» (Inget knussel, sa Emil i Lönneberga)

Книжки-картинки:
1. 1972 — «Ох уж этот Эмиль!» (Den där Emil)
2. 1976 — «Как Эмиль вырвал зуб у Лины» (När Emil skulle dra ut Linas tand)
3. 1995 — «Как Эмиль вылил тесто на голову папе» (Emil med paltsmeten)
4. 1997 — «Как Эмиль угодил головой в супницу» (Emil och soppskålen)

Сборники:
1. 1984 — «Приключения Эмиля из Лённеберги» (Stora Emilboken) — включает в себя все три повести.
2. 1989 — «Эмиль и малышка Ида» (Ida och Emil i Lönneberga) — включает в себя все три рассказа.

### Перевод
Пересказ всех трёх повестей на русский язык выполнен Лилианной Лунгиной. Три рассказа, вошедшие в сборник «Эмиль и малышка Ида», пересказала Марина Бородицкая.
Существует также перевод трёх повестей, выполненный Людмилой Брауде совместно с Еленой Паклиной, а также перевод трёх рассказов, выполненный Людмилой Брауде отдельно.
В 2010 году в России впервые вышли все четыре книжки-картинки. Перевод книжки-картинки «Ох уж этот Эмиль!» выполнен Любовью Горлиной, остальных трёх книжек — Лилианной Лунгиной (они представляют собой отрывки из повестей, переведённых ею ранее).

### Художники
Все существующие книги про Эмиля иллюстрировал шведский художник Бьёрн Берг. Именно его иллюстрации наиболее известны во всём мире.

## Экранизации
| Год       | Страна       | Название                                                                 | Режиссёр     | Эмиль                      | Примечание |
| --------- | ------------ | ------------------------------------------------------------------------ | ------------ | -------------------------- | --- |
| 1971      | Швеция · ФРГ | Эмиль из Лённеберги (швед. Emil i Lönneberga)                            | Олле Хеллбом | Ян Ольссон                 | Телевизионный художественный фильм |
| 1972      | Швеция · ФРГ | Новые проделки Эмиля из Лённеберги (швед. Nya hyss av Emil i Lönneberga) | Олле Хеллбом | Ян Ольссон                 | Телевизионный художественный фильм |
| 1973      | Швеция · ФРГ | Эмиль и Свинушок (швед. Emil och griseknoen)                             | Олле Хеллбом | Ян Ольссон                 | Телевизионный художественный фильм |
| 1974—1976 | Швеция · ФРГ | Эмиль из Лённеберги (швед. Emil i Lönneberga)                            | Олле Хеллбом | Ян Ольссон                 | Вся вышеупомянутая трилогия, разбитая на 13 серий, вследствие чего в этой версии есть сцены, которых нет в трилогии. Шведская версия сериала в России впервые была показана только в 1990-х (премьера состоялась 3 апреля 1992 года). В 2000-х была показана немецкая версия сериала — поскольку в переводе книги в ФРГ Эмиля переименовали в Михеля (во избежание путаницы с главным героем детских книг немецкого писателя Эриха Кестнера «Эмиль и сыщики» и «Эмиль и трое близнецов»), то это же имя он носит и в немецкой версии сериала, но при трансляции в России в русском переводе его всё равно зовут Эмилем |
| 1985      | СССР         | Проделки сорванца                                                        | Варис Брасла | Марис Зонненбергс-Замбергс | Художественный телевизионный фильм, снятый на Рижской киностудии |